# São Roque (Funchal)
São Roque ist eine portugiesische Gemeinde (Freguesia) im Kreis Funchal. In ihr leben 8349 Einwohner (Stand 19. April 2021).